# فریگیت کلاس میرکا
ناوچه کلاس میرکا (به انگلیسی: Mirka-class frigate) یک کلاس از کشتی است که طول آن 81.8 m می‌باشد.